# De Geer (geslacht)

Wapenvermeerdering, KB 10 september 1903

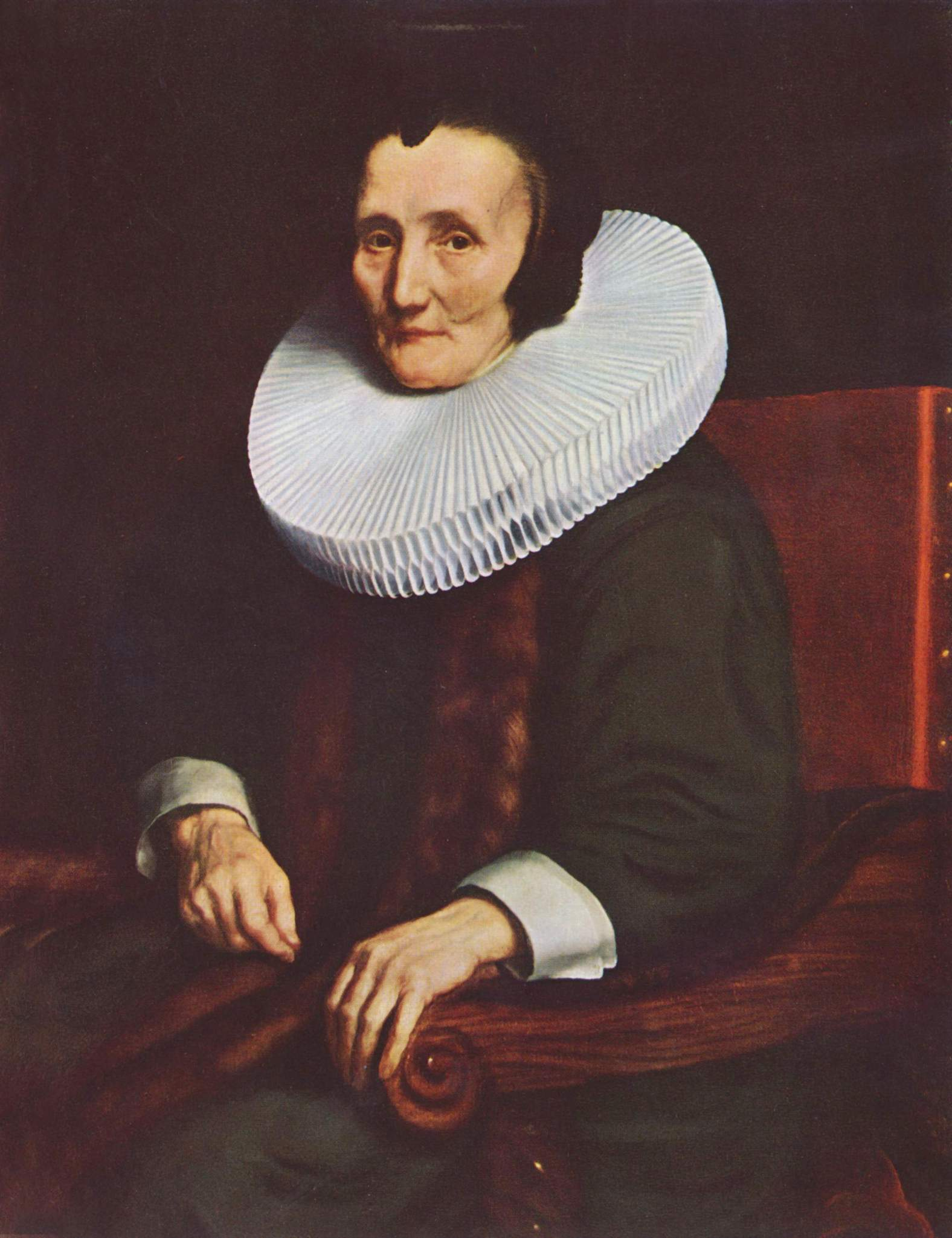
Margaretha de Geer door Nicolaes Maes

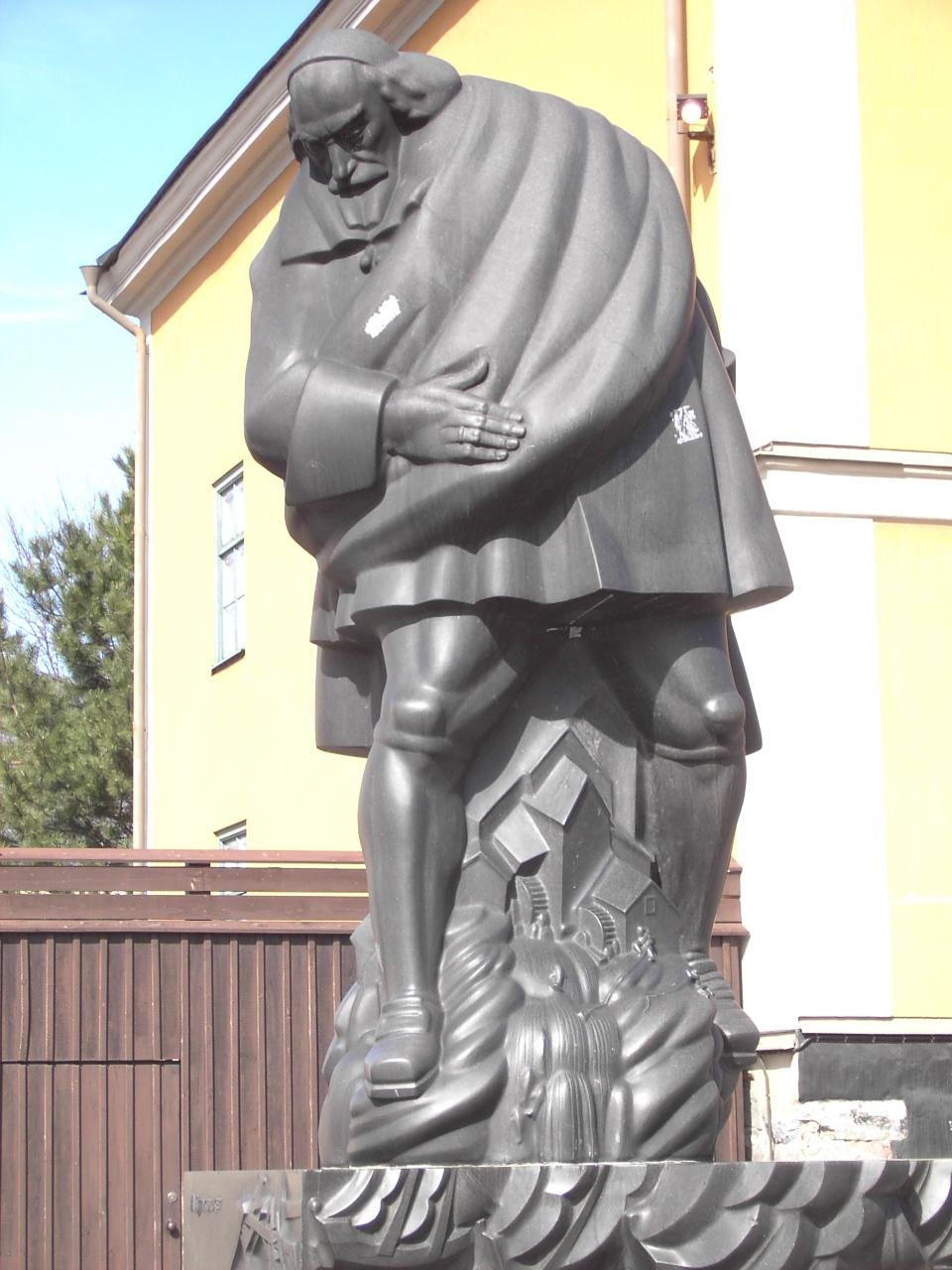
Standbeeld van Louis de Geer in Norrköping

De Geer is een geslacht van ondernemers en politici met takken behorende tot de Nederlandse en Zweedse adel.

## Geschiedenis
De oudst bekende voorvader is Lambier de Geer, gegoed bij Luik, vermeld in 1393 en overleden in 1399. De naam betekent "van Geer" in het Frans en dus afkomstig uit de plaats met die naam in de huidige provincie Luik, België. Een afstammeling, Louys de Geer (1535-1602), week om geloofsredenen uit naar Aken en later naar Dordrecht. Diens zoon, Louis de Geer (1587-1652), afkomstig uit Luik, vestigde zich in Zweden als wapenhandelaar. Hij werd daar in 1641 in de adelstand verheven. Beide takken van de familie hebben nog eeuwenlang prominente persoonlijkheden voortgebracht. In 1814 en 1815 werden leden van de Nederlandse takken in de Nederlandse adel verheven.
In Zweden dragen de takken De Geer en De Geer af Finspång de naam met de hoofdletter D; de tak de Geer af Leufstra voert de kleine letter d.

## Enkele telgen

### Nederlandse telgen
Louys de Geer, heer van Gaillarmont (1535-1602), burger van de stad Luik, koopman en grootgrondbezitter
- - Maria de Geer (1574-1609); trouwde in 1592 met Elias Trip (1569-1636), ijzer- en wapenhandelaar
  - Margaretha de Geer (1583-1672); trouwde in 1603 met Jacob Trip (1575-1661), schipper, koopman op de Maas en ijzerhandelaar
  -  Louis (of Lodewijk) de Geer (1587-1652), ijzer- en wapenhandelaar, geldschieter van de Zweedse regering
    - Laurens de Geer (1614-1666) was in 1657 betrokken bij de slavenhandel van Guinee op Curaçao, samen met Philip van Hulten.[1]
    -  Louis de Geer (1622-1695), stichtte kasteel Finspång
      -  mr. Jan Jacob de Geer (1666-1738), woonde op Finspång (-1723), daarna te Utrecht waar hij het huis Nieuwegracht 14 kocht
        -  Jan Jacob de Geer (1714-1781), heer van 't Gein en Oudegein; trouwde in 1755 met Theodora Anna van Haeften van Wadenoyen, vrouwe van 't Gein en Oudegein (1721-1801)
          - jhr. Jan Jacob de Geer (1750-1819), lid Grote Vergadering van Notabelen 1814
            -  jhr. Jan Jacob de Geer (1795-1828), lid ridderschap van Utrecht 1818-†
              -  jhr. mr. Jan Jacob de Geer (1825-1884), burgemeester van Vreeland en Nigtevecht 1856-1858

          - jhr. Willem Carel Pieter de Geer, heer van Oudegein (1759-1831); trouwde in 1782 met Isabelle Charlotte Amalia des H.R.Rijksgravin van Nassau-LaLecq (1755-1842), dochter van Jan Nicolaas Floris van Nassau-LaLecq
            -  jhr. Jan Jacob de Geer, heer van Oudegein (1784-1871), lid provinciale staten van Utrecht 1850-1871
              - jhr. Willem Carel Emile de Geer (1809-1856), resident, kamerheer i.b.d.
              - jkvr. Caroline Petronella de Geer (1813-1890); trouwde in 1839 met mr. Gerhard Jan Fabius (1807-1899), lid van het Militair Hooggerechtshof en ridder in de Militaire Willems-Orde
              - jkvr. Isabella Theodora Maria de Geer (1815-1858); trouwde in 1848 met jhr. mr. Anthony Michiel Cornelis van Asch van Wijck (1808-1874)
                -  jhr. Anton Theodore Marie van Asch van Wijck (1849-1892), lid gemeenteraad van Zeist, lid provinciale staten van Utrecht; trouwde met jkvr. Petronella Elisabeth Adriana de Geer (1854-1927), dochter van jhr. mr. Egbert Lintelo de Geer (1822-1887), lid gemeenteraad van Amsterdam

              - jhr. Jan Floris Willem de Geer van Oudegein (1818-1895), luitenant-kolonel en ordonnansofficier van Willem III en van de prins van Oranje (1853-)
              -  jhr. Jan Jacob de Geer, heer van Oudegein (1820-1911), voorzitter waterschap Oudegein

          -  jhr. Barthold de Geer (1761-1835), heer van Jutphaas
            - mr. Jan Lodewijk Willem baron de Geer, heer van Jutphaas (1784-1857), Nederlands politicus
            - jhr. Anthony Gustaaf de Geer (1788-1871)
              - prof. dr. mr. Barthold Jacob Lintelo baron de Geer van Jutphaas, heer van Jutphaas (1816-1903), jurist en letterkundige
                - Hubert Herman Adriaan Jan baron de Geer, heer van Jutphaas (1848-1909), burgemeester laatstelijk van Doorn en Maarn 1880-1908
                  -  mr. Barthold Jacob Lintelo baron de Geer, heer van Jutphaas (1884-1950), dijkgraaf
                    -  Barthold Jacob Lintelo baron de Geer, heer van het Over- en Nedereind van Jutphaas (1924-1988)

                -  jhr. Louis de Geer van Jutphaas (1862-1932), burgemeester van Lekkerkerk

              - jhr. mr. Egbert Lintelo de Geer (1822-1887), lid gemeenteraad van Amsterdam
                -  jhr. Egbert Lintelo de Geer (1869-1945), kandidaat-notaris, opdrachtgever tot de bouw van Kasteel Kerckebosch
                  - jkvr. Jenny Micheline de Geer (1907-1966); trouwde in 1929 met mr. Willem Adriaan Johan Visser (1904-1975), burgemeester laatstelijk van 's-Gravenhage
                  -  jhr. Louis de Geer (1911-2009), kunstschilder
                    -  jhr. Ursul Philip de Geer (1946-2020), acteur en televisiemaker

              -  jhr. dr. Lodewijk de Geer (1831-1909), predikant
                -  jhr. mr. Dirk Jan de Geer (1870-1960), politicus en minister-president
                  - jkvr. Hedwig Maria de Geer (1905-1988); trouwde in 1934 met Pyke Koch (1901-1991), kunstschilder
                  - jhr. Lodewijk Eduard de Geer, heer van 't Gein en Oudegein (1907-1985), politicus en jurist, burgemeester van Diemen en Vreeswijk.
                  -  jhr. Alexander Ernst de Geer (1912-1993), hockeyspeler en Shell-employé
                    -  jhr. Boudewijn de Geer (1955-2024), profvoetballer en voetbaltrainer
                      -  jhr. Mike de Geer (1989), profvoetballer bij ADO Den Haag 3

            -  prof. jhr. dr. Barthold Reijnier de Geer (1791-1840), hoogleraar te Franeker

### Zweedse telgen
- mr. Jan Jacob de Geer (1666-1738)
  - Louis De Geer (1705-1758), Zweeds kamerheer en landeigenaar
    -  Jean-Jacques De Geer (1737-1809), Zweeds kamerheer
      -  Gerhard De Geer (1787-1846), Zweeds hofmaarschalk
        - Louis Gerhard De Geer af Finspång (1818-1896), Zweeds politicus
          - Gerhard Louis De Geer af Finspång (1854-1935), Zweeds politicus
            -  Arvid De Geer af Finspång (1884-1970), Zweeds politicus
              -  Louis De Geer af Finspång (1910-1987), Zweeds diplomaat
                -  Carl Johan De Geer af Finspång (1938), Zweeds kunstenaar
                  -  Ernst De Geer (1989), Zweeds regisseur

          -  Gerard de Geer (1858-1943), Zweeds geoloog en geograaf
            -  Sten de Geer (1886-1933), Zweeds geograaf

        -  Hjalmar Rudolf Gerhard De Geer (1819-1876)
          -  Fabian De Geer (1850-1934), Zweeds politicus
            - Louis De Geer (1888–1954), Zweeds auteur
            -  Gerhard de Geer (1889-1980), Zweeds auteur

  -  Charles De Geer (1720-1778), baron, Zweeds entomoloog
    -  Carl De Geer (1747–1805), Zweeds politicus
      -  Carl De Geer (1781-1861), Zweeds politicus

## Trivia
De Zweedse kunstenaar Carl Johan De Geer, een directe nazaat, organiseerde in 2014 een tentoonstelling over Louis De Geer in de Zweedse stad Norrköping, getiteld "Reflections on the barbaric 17th century". De tentoonstelling richtte zich met name op zijn betrokkenheid bij de Zweedse industrie en slavenhandel. De kunstenaar kreeg hierop een telefoontje van een Braziliaanse man met de achternaam De Geer wiens voorouders tot slaaf waren gemaakt en door de Zweedse Afrika Compagnie naar Brazilië waren getransporteerd. In reactie daarop vervaardigde de kunstenaar een miniatuurmodel van Fort Carolusborg in het huidige Ghana dat door de compagnie was gebouwd.